# 테르세이라 디비장
테르세이라 디비장은 포르투갈 축구 리그 시스템 의 4단계 (4부 리그)에 위치한 포르투갈의 축구 리그였다. 처음에는 3부리그로 활동했었지만 1990-91년 세군다리가의 창설로 4부로 변경되었다. 리그는 2012-13 시즌 말에 세군다 디비상 과 합병하여 새롭게 확장된 3부 리그인 Campeonato Nacional de Seniores를 형성했다.

## 경쟁
테르세이라 디비장은 1948년에 설립되었으며, 마지막 시즌에는 7개의 하위 리그가 있었고 각각의 챔피언십은 다시 두 단계로 나뉘었다. 
6개의 리그(A, B, C, D, E, F)는 각각 12개 팀으로 구성되어 처음엔 22경기를 치루게 된다. 이어서 각 리그의 상위 6개 팀이 승격 그룹에서 경쟁하고 세군다 디비상 로 승격될 각 그룹의 챔피언 팀을 결정하기 위해 10경기를 치르는 다음 단계로 넘어가게 된다. 각 리그의 마지막 6개 팀이 강등 그룹에서 경쟁하고 10경기를 치러 디스트릭트 리그로 강등될 마지막 3개 팀을 결정했다.
아조레스 리그의 첫 번째 단계에서 18경기를 치른 10개 팀이 있었다. 그 다음 리그의 상위 4개 팀이 승격 그룹에서 경쟁하고 세군다 디비상 으로 승격될 챔피언 팀을 결정하기 위해 6경기를 치른 두 번째 단계가 이어졌습다. 그러나 2부 리그 챔피언십에 출전하는 아조레스 6개 팀의 위치에 따라 세군다 디비상으로의 승격이 제한되었다. 아조레스 팀이 2부 리그에서 강등권을 차지하지 못한 경우 최하위 팀은 3부 리그 아조레스 리그의 승자와 2차전 플레이오프를 진행하여 2부 리그에서 경쟁할 나머지 아조레스 팀을 결정했다. 리그의 마지막 6개 팀이 강등 그룹에서 경쟁하고 10경기를 치러 디스트릭트 리그로 강등될 마지막 3개 팀을 결정했다.